# Corte Sgarzerie
Corte Sgarzerie ist ein monumentaler Gebäudekomplex im Herzen der Altstadt von Verona, nicht weit vom Corso Porta Borsari und der Piazza delle Erbe entfernt. Der Komplex besteht aus dem gleichnamigen kleinen Platz, einer spätmittelalterlichen Loggia und der archäologischen Stätte Corte Sgarzerie, dem Ort des antiken Capitoliums von Verona. Es handelt sich um einen Ort, der eng mit der Verarbeitung von Wolle verbunden ist, wie das Toponym selbst bezeugt: Sgarzarie ist ein Veroneser Begriff, der sich auf Scardasserie oder Carderie bezieht, Orte, die für das Kardieren vorgesehen sind.

## Geschichte

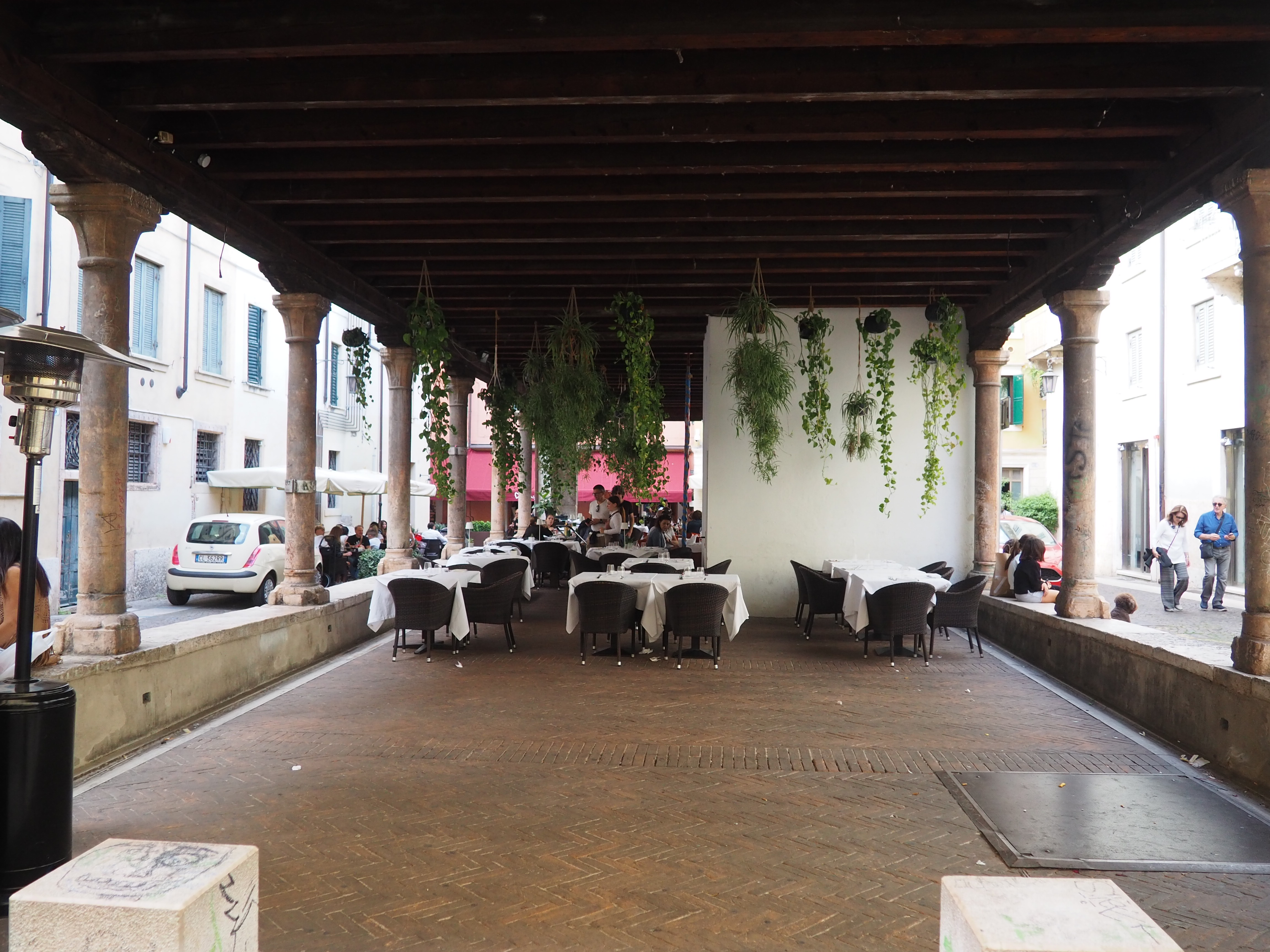
Das Innere der Loggia

Im Laufe des 13. Jahrhunderts gewann die Wollindustrie in Verona zunehmend an Bedeutung, bis die Produktionstechniken und die fertigen Produkte auf den Märkten Nord- und Mittelitaliens sehr gefragt wurden.
Während der Herrschaft von Mastino II. della Scala erreichte diese Aktivität noch höhere Produktionsniveaus, weshalb verschiedene Maßnahmen ergriffen wurden, um die Manufaktur besser zu organisieren, die sich insbesondere in der Corte Sgarzerie konzentrierte. Daher wurde höchstwahrscheinlich während seiner Regierungszeit die sogenannte Loggia del Mangano gebaut, die sich in der Mitte des Platzes befindet und ihn bis heute prägt: Diese Loggia war notwendig, um den Wollarbeitern Räume zu bieten, in denen man die Produkte  messen, wiegen und stempeln und verhandeln konnte.

## Beschreibung

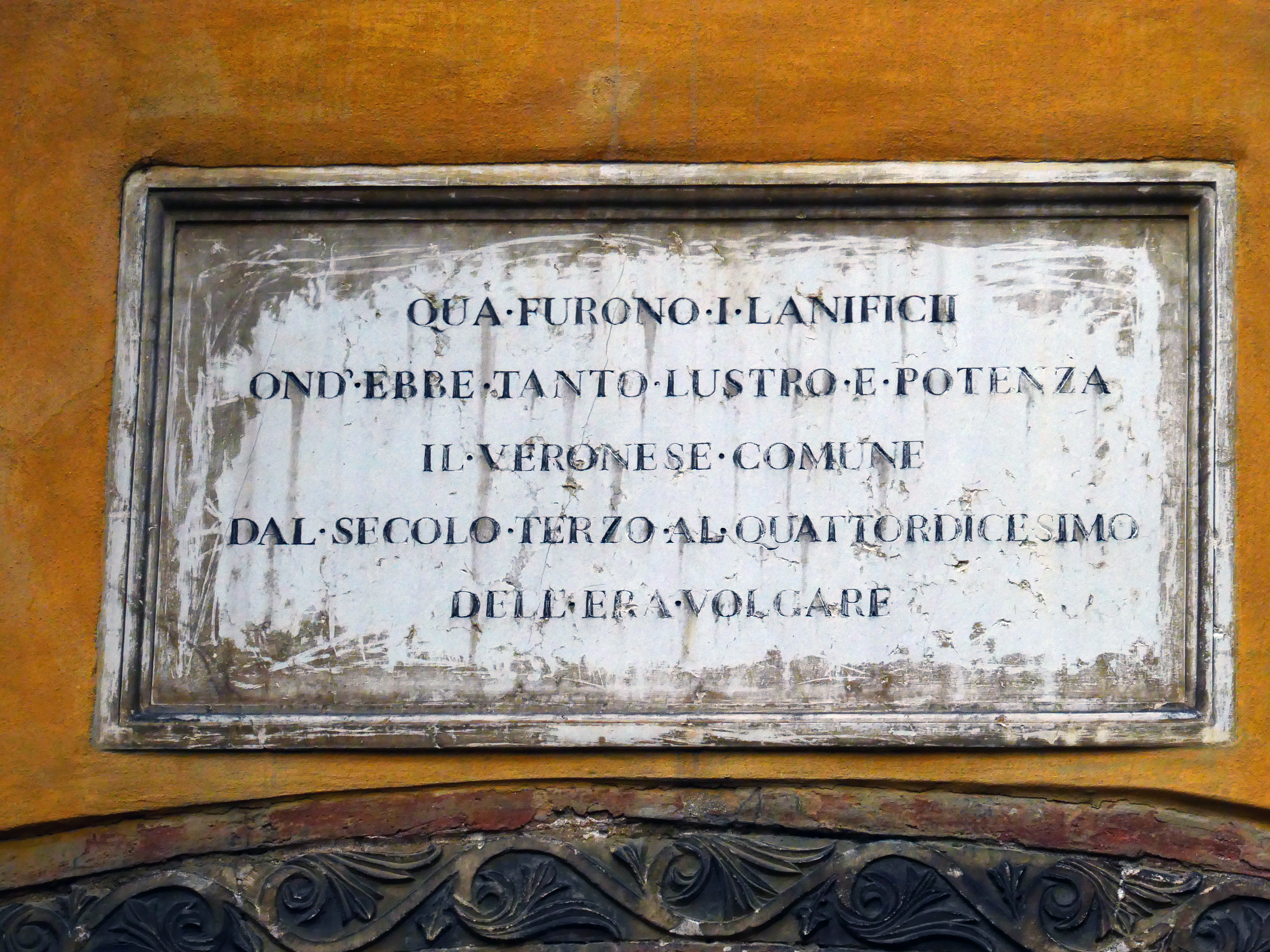
Der Grabstein am Eingang zum Hof

Eine Inschrift über dem Eingangsbogen zur Corte erinnert an die historische Bedeutung, die dieser Ort für die Stadt hatte:

“Qui furono i lanifici ond’ebbe tanto lustro e potenza il Veronese Comune dal secolo terzo al quattordicesimo dell’era volgare”

„Hier waren die Wollfabriken, welche der Veroneser Gemeinde vom dritten bis zum vierzehnten Jahrhundert v.u.Z. so viel Glanz und Macht verliehen hatten.“

In der Mitte eines kleinen Platzes befindet sich die Loggia del Mangano. Die Loggia ist zu den Seiten offen. In ihr stehen Säulen aus Veroneser Marmor, welche die darüberliegende Etage halten, auf welcher sich Büros verschiedener Verbände befinden.

## Archäologische Ausgrabungen
Von der Corte aus kann man die unterirdische Stätte des Capitolium, den Haupttempel des römischen Verona, betreten, der Jupiter, Minerva und Juno gewidmet ist. Zwischen 1988 und 2004 wurde unter der Loggia eine archäologische Ausgrabung durchgeführt, die einen Teil des Kryptoportikus, der den Tempel auf drei Seiten umgab, sowie die Überreste eines Eiskellers, eines unterirdischen Raumes und die Fundamente eines mittelalterlichen Wohnturms ans Licht brachte. Die archäologische Stätte Corte Sgarzerie ist der einzige öffentliche Zugangspunkt zum Capitolium.